# Castelnuovo (album)
Castelnuovo è il settimo album di Mario Castelnuovo.

## Il disco
Dopo la scadenza del contratto con l'RCA Italiana, Mario Castelnuovo firma con la Fonit Cetra; Castelnuovo è il primo di tre album con questa casa discografica.
Il disco viene registrato in preproduzione al Salikotto Studio di Siena (tecnici del suono Fabio Pianigiani e Fabrizio Federighi), e poi al Mulino Recording Studio di Acquapendente (tecnico del suono Francesco Luzzi), dove viene realizzato anche il mixaggio.
Le canzoni sono tutte scritte da Castelnuovo, ed edite dalle Edizioni musicali Nuova Fonit Cetra.
In copertina vi è una foto del cantautore di Peppe D'Arvia.

## Tracce
LATO A
1. Vinci - 4:05
2. Papà vicino e lontano - 4:15
3. Domenica - 4:05
4. Bugie d'amore - 4:15
5. A un passo dal mio cuore - 4:25

LATO B
1. Cercami (il frullo della locusta) - 4:18
2. I tuoni - 3:39
3. Sorella mafia - 3:49
4. Milano vista da un romano - 2:16
5. La felicità - 3:31

Testi musiche e Mario Castelnuovo
Prodotto da Mario Castelnuovo e Fabio Pianigiani

## Musicisti
- Mario Castelnuovo: voce, chitarra acustica
- Fabio Pianigiani: tastiera, chitarra elettrica
- Lanfranco Fornari: batteria
- Mauro Formica: basso
- Camilla Costanti: cori
- Antonella Angelucci: cori
- Sara Basile: cori